# Piaski (powiat płocki)
Piaski – wieś w Polsce położona w województwie mazowieckim, w powiecie płockim, w gminie Gąbin.
Wieś wchodzi w skład sołectwa Rumunki. 
W latach 1975–1998 miejscowość należała administracyjnie do województwa płockiego.